# Concrete Gardens
Concrete Gardens è il dodicesimo album in studio del chitarrista Tony MacAlpine, pubblicato nel 2015.

## Tracce
1. Exhibitionist Blvd – 4:28
2. The King's Rhapsody – 4:45
3. Man in a Metal Cage – 4:20
4. Poison Cookies – 5:06
5. Epic – 5:00
6. Napoleon's Puppet – 5:13
7. Sierra Morena – 4:52
8. Square Circles – 5:12
9. Red Giant – 5:10
10. Confessions of a Medieval Monument – 5:43
11. Concrete Gardens – 5:03
12. Maiden's Wish – 4:19

## Formazione
- Tony MacAlpine – chitarra, tastiera, basso (tracce 2, 3, 5, 10)
- Jeff Loomis – chitarra (8)
- Aquiles Priester – batteria
- Pete Griffin – basso (1, 4, 6–8)
- Lucky Islam – basso (9)
- Sean Delson – basso (11)